# Andrés Luis García Jasso
Andrés Luis García Jasso (ur. 16 września 1973 w Nuevo Laredo) – meksykański duchowny katolicki, biskup pomocniczy Miasta Meksyk od 2021.

## Życiorys

### Prezbiterat
Święcenia kapłańskie otrzymał 5 maja 2007 i został inkardynowany do archidiecezji meksykańskiej. Był m.in. notariuszem w sądzie biskupim, wikariuszem sądowym, a także wicerektorem stołecznego seminarium Redemptoris Mater.

### Episkopat
3 lipca 2021 papież Franciszek mianował go biskupem pomocniczym archidiecezji meksykańskiej, ze stolicą tytularną Tipasa in Numidia. Sakry udzielił mu 24 sierpnia 2021 kardynał Carlos Aguiar Retes.